# Hesel
Hesel là một đô thị thuộc huyện Leer. Dân số cuối năm 2006 là 4193 người. Đô thị này có cự ly khoảng 12 km về phía đông bắc Leer, và 25 km về phía đông Emden.
Hesel là thủ phủ của Samtgemeinde ("đô thị tập thể") Hesel.